# Davy Moraes
Davy Silva Moraes (Balsas, 7 de abril de 1997) é um jogador de voleibol indoor brasileiro que atua na posição de oposto.

## Carreira

### Clube
Natural de Balsas, no Maranhão, mudou-se com sua família para Brasília quando criança para buscar novas oportunidades. Começou a praticar voleibol na escola, onde despertou paixão pelo esporte.
Em 2014 disputou a Superliga  Série B com o Universidade UPIS. No ano seguinte já estava competindo pelas categorias de base do Minas Tênis Clube. Em 2019, competindo pelo time profissional adulto do clube, foi vice-campeão da Copa do Brasil de 2019.
Após se destacar no voleibol nacional, assinou contrato com o alemão Berlin Recycling Volleys, onde conquistou o título do Campeonato Alemão de 2020-21 e a Supercopa Alemã de 2021. No mesmo ano mudou-se para a França para representar o Nantes Rezé MV na temporada 2021-22 pela Ligue A. Ao término da temporada, se transferiu para o voleibol asiático para competir pelo Al-Faisaly.

### Seleção
Em 2017 recebeu sua primeira convocação para representar a seleção brasileira sub-21 para disputar a Copa Pan-Americana, em Fort McMurray, no Canadá, conquistando seu primeiro título com a camisa verde e amarela. Enquanto que no ano seguinte foi vice-campeão da Copa Pan-Americana após ser derrotado na final pela seleção argentina.

## Títulos
Berlin Recycling Volleys
- Campeonato Alemão: 2020-21

- Supercopa Alemã: 2021

## Clubes
| Anos      | Clube                    |
| --------- | ------------------------ |
| 2014–2015 | Universidade UPIS        |
| 2015–2016 | Minas Tênis Clube        |
| 2016–2017 | Gabarito/Uberlândia      |
| 2017–2020 | Minas Tênis Clube        |
| 2020–2021 | Berlin Recycling Volleys |
| 2021–2022 | Nantes Rezé MV:          |
| 2022–     | Al-Faisaly               |